# William Stringfellow
Frank William Stringfellow (Johnston, Rhode Island, 26 de abril de 1928 – Nueva York, 2 de marzo de 1985) fue un abogado y teólogo estadounidense.

## Estudios
Con una beca ingresó al Bates College, en Lewiston, Maine, a los 15 años de edad. Durante su tercer año en Bates, organizó una sentada en un restaurante local que se negó a atender a personas de color; fue su primera incursión en el activismo social, que mantuvo toda su vida. Posteriormente, aprovechó otra beca, en la London School of Economics. Prestó servicio militar en la U.S. 2nd Armored Division. Luego estudió Derecho en la Harvard Law School.

## Carrera
Después de graduarse en Harvard, se fue a vivir en un tugurio, en Harlem, en la ciudad de Nueva York, para trabajar con los afroamericanos e hispanos.
Stringfellow ganó una reputación como elocuente crítico de las políticas sociales, económicas y militares de los Estados Unidos y como un incansable defensor de la justicia racial y social. Declaró siempre que la justicia solo podría llevarse a cabo, de acuerdo a una comprensión seria de la Biblia y la fe cristiana.
Como abogado de profesión, se interesó en las áreas relacionadas con el derecho constitucional y el debido proceso. Cotidianamente, en Harlem, representó a los inquilinos victimizados y a personas acusadas, que no podían conseguir de otro modo un abogado defensor adecuado en los tribunales, especialmente a empobrecidos afroamericanos que fueron excluidos en gran parte de los servicios públicos en hospitales y oficinas gubernamentales.

## Teología
Como cristiano, el consideró su vocación como un compromiso de vida, asumido en el bautismo, para luchar continuamente contra los "principados y potestades" (Efesios 6:12), como el Nuevo Testamento denomina el sistema del mal y contra el "Poder de la Muerte". Su contribución más importante al pensamiento teológico, fue la exposición de cómo "las imágenes, las ideologías y las instituciones", son las manifestaciones contemporáneas del dominio de esos principados y potestades. Esta perspectiva le hizo sospechoso frente a los gobiernos, corporaciones y otras organizaciones, incluidas las iglesias institucionales, en conflicto con los casi omnipresente sentimientos oficialistas de mediados del siglo XX. 
Proclamó que el ser un fiel seguidor de Jesús de Nazaret, significa declararse a sí mismo, libre de todas las fuerzas espirituales de la muerte y la destrucción y presentar un solo corazón con el poder de la vida.
En contraste con la mayoría de los jóvenes teólogos liberales de su época, Stringfellow insistió en la primacía de la Biblia para la vida cristiana y para cumplir con el difícil y arriesgado trabajo, que el compromiso cristiano intrínsecamente significa. Lejos de las tesis del fundamentalismo evangélico, su visión fue neo-orthodoxa, relacionada con la del teólogo protestante suizo Karl Barth, quien le deparó una atención especial cuando visitó Estados Unidos. 
Son conocidas sus coincidencia con los escritos del crítico francés Jacques Ellul y algunos señalan sus puntos de contacto con la teología de la liberación, pero, debe señalarse que se opuso explícitamente a construir la teología política de acuerdo con algún modelo ideológico.
Hizo agudas críticas a los estudios académicos de Teología en los seminarios liberales y consideró que sus programas de estudios y su ethos,  frecuentemente son una mezcla de "recitaciones poéticas ... análisis social, trucos, ofertas, sentimentalismos y, maíz", Por otra parte, consideró que las instituciones ortodoxas tendían a aislarse de la sociedad moderna y afirmó que tomar la Biblia en serio conllevaba inevitablemente un compromiso social basado en el amor, "porque la Palabra de Dios es libre y activa en el mundo". Según él, tanto la aculturación religiosa del liberalismo individualista, como el dogmatismo autoritario, son dos opciones americanas para lograr el mismo objetivo: domesticar el Evangelio, debilitando su impacto transformador sobre las personas, la sociedad y el Estado y construir el mito de Estados Unidos como la "nación santa".
En vez de presentar su visión teológica ámbito académico, Stringfellow buscó una audiencia de estudiantes de derecho y administración de empresas, especialmente aquellos que optaron por abrazar la fe cristiana y participar plenamente en a transformación social.
Desde sus días de estudiante participó activamente en la Federación Universal de Movimientos Estudiantiles Cristianos. Más tarde se dedicó al Consejo Mundial de Iglesias, así como a su denominación originaria, la Iglesia Episcopal. También estuvo participó de la comunidad Sojourners en Washington D. C.. Alojó en su casa en 1968 al sacerdote jesuita Daniel Berrigan, hasta cuando éste fue detenido por las autoridades federales y condenado a tres años de cárcel, por sus actos de desobediencia civil contra el reclutamiento militar para la guerra de Vietnam.
A mediados de la década de 1960, defendió el obispo James Pike contra las acusaciones de herejía presentadas contra él por sus compañeros obispos episcopales. 
Falleció de diabetes en 1985.

## Libros
- A Public and Private Faith, Grand Rapids, MI: Eerdmans Publishing Co., 1962.
- Instead of Death, New York, NY: Seabury Press, 1963.
- My People Is the Enemy, New York, NY: Holt, Rinehart and Winston, 1964.
- Free in Obedience, New York, NY: Seabury Press, 1964.
- Dissenter in a Great Society, New York, NY: Holt, Rinehart and Winston, 1966.
- (con Anthony Towne) The Bishop Pike Affair, New York, NY: Harper & Row, 1967.
- Count It All Joy, Grand Rapids, MI: Eerdmans Publishing Co., 1967.
- Imposters of God: Inquiries into Favorite Idols, Washington D. C.: Witness Books, 1969.
- A Second Birthday, Garden City, NY: Doubleday, 1970.
- (con Anthony Towne) Suspect Tenderness: The Ethics of the Berrigan Witness, New York, NY: Holt, Rinehart and Winston, 1971.
- An Ethic for Christians and Other Aliens in a Strange Land, Waco, TX: Word, 1973.
- (con Anthony Towne) The Death and Life of Bishop Pike, Garden City, NY: Doubleday, 1976.
- Instead of Death, 2nd Edition, New York, NY: Seabury Press, 1976.
- Conscience and Obedience, Waco, TX: Word, 1977.
- A Simplicity of Faith: My Experience in Mourning, Nashville, TN: Abingdon, 1982.
- The Politics of Spirituality, Philadelphia, PA: Westminster Press, 1984.
- The Life of Worship and the Legal Profession, New York; New York National Council, 1955..
- Foreword to Melvin E. Schoonover, Making All Things Human:  A Church in East Harlem, New York; Holt, Rinehart & Winston, 1969.

## Reconocimiento
Reciente su obra ha sido estudiada por teólogos, entre los que pueden mencionarse los metodistas Walter Wink y Bill Wylie-Kellerman. En 2005 fue publicada una recopilación de análisis de su obra, con artículos de varios expertos, precedidos de una antología de su pensamiento. El Bates College estableció en 2000, el Premio William Stringfellow para reconocer a un estudiante y a un miembro de la comunidad local por su labor búsqueda de la paz y la justicia en Maine.